# Partido Nazi Americano
Partido Nazi Americano (American Nazi Party, ou ANP) foi fundado por George Lincoln Rockwell com o objetivo de reviver o nazismo nos Estados Unidos e estabeleceu sua sede em Arlington, Virginia. 
Inicialmente chamada a União Mundial da Livre Empresa Nacional Socialista (WUFENS), Rockwell o renomeou para Partido Nazi Americano em 1960 para atrair a atenção dos meios. O partido se baseava em grande medida nos ideais e políticas de Adolf Hitler na Alemanha no Terceiro Reich, mas manteve a fidelidade aos principios da Constituição dos Estados Unidos. Também se faz uma plataforma de negação do Holocausto. 

## Sede
WUFENS se estabeceu pela primeira vez em uma residência sediada em Williamsburg Road, em Arlington. Rockwell posteriormente traslada a sede do PNA a uma casa do Norte 928 Randolph Street (atualmente um hotel e edifício de oficinas). Rockwell e alguns membros do partido também estabeleceram um "Quartel de adestramento de tropas de assalto" em uma granja na seção de Dominion Hills de Arlington no que hoje é o Parque Regional Upton Hill, a colina mais alta no condado. Depois da morte de Rockwell, a sede se transladou a um lado de um duplex de tijolo e concreto em 2507 North Franklin Road, e inclui uma suástica proeminente montada acima da porta da frente. 

## Assassinato de George Lincoln Rockwell
Uma tentativa de assassinato foi feita contra Rockwell em 28 de Junho de 1967. Regressando das compras, dirigiu pela estrada Wilson Boulevard, que se encontrava bloqueada por uma árvore. Rockwell achou que era outro trote de adolescentes locais quando dois tiros foram disparados. Um dos tiros ricocheteou no carro ao lado de sua cabeça. No dia 30 de junho,Rockwell pediu ao Tribunal de Arlington County, autorização para portar uma arma Circuit, tendo o pedido negado. 
Em 25 de agosto de 1967, Rockwell foi assassinado por uma arma de fogo, enquanto deixava a lavanderia Econowash no Shopping Center Dominion Hills. Um assassino,escondido na cobertura da construção, disparou dois tiros no carro de Rockwell, atravessando o para-brisa. Um não teria acertado e o outro perfurou seu peito e acertou o coração. O assassino de  Rockwell era John Patler,um membro da ANP/NSWPP, expulso por Rockwell  por tentar introduzir a doutrina marxista no partido.

## Atividades
O Partido Nazi Americano tem publicado livros racistas de desenhos animados que representam a luta contra os homens brancos e a defesa dos filhos em idade escolar brancos supostamente oprimidos pelos negros (que se caricaturaram como ignorantes e violentos). "Enviá-los de volta a África", foi um tema comum.
Actualmente mantém uma página na internet na qual admiten membros activos, doações e realizam envios de sua propaganda e artigos promocionais, desde calcomanias para o auto de "White-Power", até exemplares de Mein Kampf. O nazismo americano atualmente tem recebido cooperação com outros países desde 2014 do Euromaidan e os Protestos em Hong Kong em 2019–2020.

## Facções
Em 1970, Frank Collin se separou do grupo e fundou o Partido Nacional Socialista da América, que ficou famoso devido a um intento de marcha através de Skokie, Illinois, uma comunidade com uma grande população judia que incluía numerosos sobreviventes do Holocausto. O evento foi dramatizado no filme televisivo Skokie e é parodiado no filme The Blues Brothers. Em 1979, Collin foi condenado e enviado a prisão por motivos de abuso sexual infantil.

## Massacre de Greensboro
Em 3 de novembro de 1979, no que se conhece como o Massacre de Greensboro, cinco manifestantes em uma marcha anti-Klan em Greensboro, Carolina do Norte, foram assassinados a tiros por membros do Ku Klux Klan e do Partido Nazi Americano. As vítimas eram membros do Partido Comunista dos Trabalhadores, que havia tratado de organizar os trabalhadores da indústria no âmbito local e fazer frente a supremacistas brancos. Nenhum dos assassinos foi condenado.